# Hôtel de ville du François
L'hôtel de ville du François, dans le département français de Martinique, se trouve dans le centre de la commune.

## Localisation
L'hôtel de ville est situé sur la commune du François en Martinique rue Florent-Holo donnant sur la place Général-de-Gaulle, non loin de l’église Saint-Michel.

## Historique
En 1842, le premier maire de la commune, Jacques-Joseph Clerc (1839-1844), acquiert de M. de Lépine une maison au bourg qui servait déjà de mairie pour les réunions du conseil municipal. Ludovic Brière de l'Isle (maire entre 1859 et 1863, puis de 1865 à 1872) propose en 1867 au conseil municipal l'achat à M. Jaham et Charnay d'une maison située rue de l'église pour « compléter les acquisitions nécessaires à l'établissement d'une mairie et de ses dépendances. ». En 1877, le conseil municipal approuve le devis pour des travaux à exécuter à la mairie et ses dépendances.
Les bâtiments communaux sont détruits en 1891 à la suite d'un cyclone. « La mairie a eu sa toiture enlevée ainsi que ses portes et fenêtres. Les archives sont sauvées, mais elles sont en très mauvais état. » Le conseil municipal, sous la présidence du maire Homère Clément, décide la reconstruction progressive de tous ces bâtiments. Celle de l'église est décidée en 1894 : « [...] Le conseil suffisamment renseigné sur la combinaison qui lui est soumise déclare adhérer pleinement aux propositions qui en font l'objet, donne pouvoir à M. Le Maire de traiter pour la reconstruction de la mairie [...], persuadé qu'il saura mener à bonne fin cette œuvre éminemment utile à la commune. De plus, alors même que l'entente ne se ferait pas avec les entrepreneurs de l'église, il autorise d'ores et déjà à faire dresser par M. Picq, architecte de l'église tous les plans et devis de la construction projetée. Ces documents pouvant servir quand la commune sera en mesure de faire cette dépense, alors l'éminent architecte aura peut-être laissé la colonie. Il décide en outre que cette dépense sera supportée par l'article prévision pour la réparation des bâtiments communaux détruits par le cyclone ».
Le développement constant du bourg impose la reconstruction de la mairie en 1896. La construction est confiée à l'architecte Pierre-Henry Picq, marié à Lucie Brière de L'Isle, nièce de l'ancien maire. Ce dernier a d'ailleurs conduit la reconstruction de l'église du François détruite par un incendie en 1873).
En 1898, la mairie avait été recouverte de tôle et du vieux zinc de l'église. À la suite d'un accident du maire à cause de l'état de délabrement de la mairie dû au cyclone, la démolition de l'édifice s'impose. Le reste des matériaux sera vendu par lot aux enchères publiques. Étant donné l'importance des travaux nécessaires à la reconstruction de la Mairie, le chantier ne commence qu'à la fin de l'année 1901.
En 1902, l'anéantissement de la ville de Saint-Pierre lors de l'éruption de la montagne Pelée provoque une chute brutale du commerce extérieur et des importations, entraînant la baisse de l'octroi de mer. La commune se retrouve brutalement face à de graves difficultés financières et la commune se voit dans l'impossibilité de régler l'entrepreneur, M. de Laguarigue. La Mairie est finalement inaugurée en 1902, malgré l'absence d'Homère Clément, siégeant alors à Paris. « Située en plein cœur de l'agglomération près de l'église sur le lieu d'une ancienne prison datant de l'époque des habitations, il s'agit d'une bâtisse composée d'un rez-de-chaussée en pierres de taille surmontée d'un étage en bois à l'ouest, et s'arrêtant à une maison à un étage à l'est ».
A la fin du XXe siècle, la mairie fait l'objet d'importants travaux notamment le renforcement du clocheton et le ravalement des murs en pierres de taille. Devenue trop petite après l'important développement de la commune et le nombre croissant de services, deux extensions sont effectuées. En 1988, le premier agrandissement est effectué par l'architecte Manuel Mence. En 1992, une deuxième extension est réalisée par l'architecte Alex Pierre-Louis, elle consiste en une adjonction en béton armé indépendante du bâtiment existant.
L'édifice est inscrit au titre des monuments historiques par arrêté du 20 juillet 2021 qui a été substitué par l'arrêté du 17 février 2022.